# Pseudoschroederia
Pseudoschroederia, rod zelenih algi iz porodice Characiaceae. Priznate su tri vrste, sve su slatkovodne.

## Vrste
1. Pseudoschroederia antillarum (Komárek) Hegewald & Schnepf
2. Pseudoschroederia punctata E.Hegewald & T.R.Deason
3. Pseudoschroederia robusta (Korshikov) E.Hegewald & E.Schnepf -  tip